# Мей (Оклахома)
Мей (англ. May) — місто (англ. town) в США, в окрузі Гарпер штату Оклахома. Населення — 29 осіб (2020).

## Географія
Мей розташований за координатами 36°37′3″ пн. ш. 99°44′55″ зх. д. / 36.61750° пн. ш. 99.74861° зх. д. (36.617401, -99.748479).  За даними Бюро перепису населення США в 2010 році місто мало площу 0,65 км², уся площа — суходіл.

## Демографія
Згідно з переписом 2010 року, у місті мешкало 39 осіб у 18 домогосподарствах у складі 11 родини. Густота населення становила 60 осіб/км².  Було 37 помешкань (57/км²).
Расовий склад населення:
| - 100,0 % — білих |

До двох чи більше рас належало 0,0 %. Частка іспаномовних становила 2,6 % від усіх жителів.
За віковим діапазоном населення розподілялося таким чином: 23,1 % — особи молодші 18 років, 51,3 % — особи у віці 18—64 років, 25,6 % — особи у віці 65 років та старші. Медіана віку мешканця становила 43,5 року. На 100 осіб жіночої статі у місті припадало 85,7 чоловіків;  на 100 жінок у віці від 18 років та старших — 130,8 чоловіків також старших 18 років.
Середній дохід на одне домашнє господарство  становив 54 750 доларів США (медіана — 56 250), а середній дохід на одну сім'ю — 60 860 доларів (медіана — 58 125). За межею бідності перебувало 10,2 % осіб, у тому числі 0,0 % дітей у віці до 18 років та 7,7 % осіб у віці 65 років та старших.
Цивільне працевлаштоване населення становило 16 осіб. Основні галузі зайнятості: роздрібна торгівля — 37,5 %, транспорт — 12,5 %, освіта, охорона здоров'я та соціальна допомога — 12,5 %.